# 多米尼克·施特羅-恩格爾
多米尼克·施特羅-恩格爾（德語：Dominik Stroh-Engel；1985年11月27日—）是一位德國足球運動員，在場上的位置是前鋒。他現在效力於德国足球地区联赛球隊下哈兴。